# Bistum Nocera Inferiore-Sarno
Das Bistum Nocera Inferiore-Sarno (lat.: Dioecesis Nucerina Paganorum-Sarnensis, italienisch: Diocesi di Nocera Inferiore-Sarno) ist eine in Italien gelegene römisch-katholische Diözese mit Sitz in Nocera Inferiore.

## Einzelnachweise

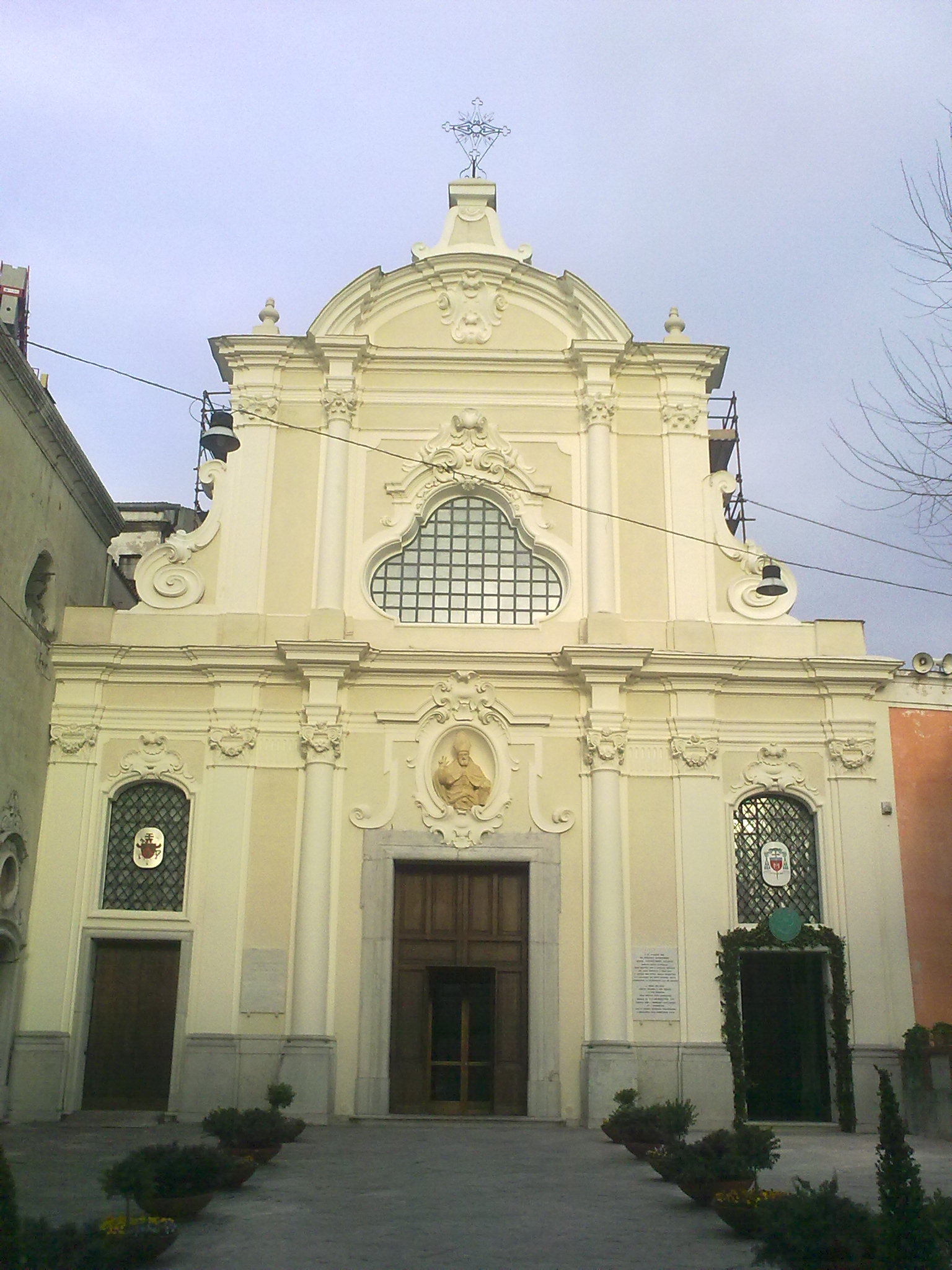
Kathedrale San Prisco in Nocera Inferiore
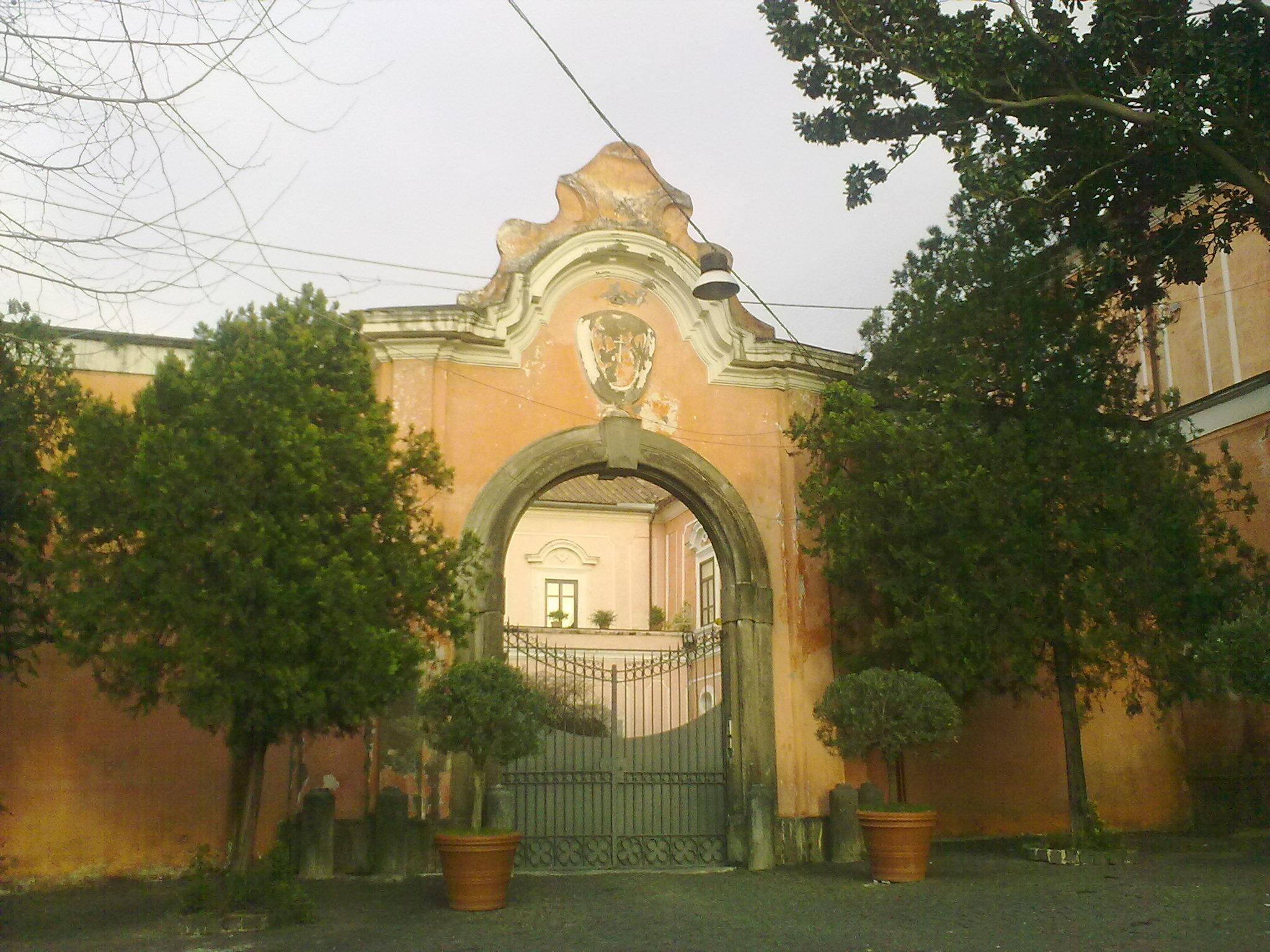
Bischöfliches Palais in Nocera Inferiore

## Geschichte
Das Bistum Nocera Inferiore-Sarno wurde im 3. Jahrhundert als Bistum Nocera Inferiore errichtet. Am 30. September 1986 wurde dem Bistum Nocera Inferiore durch die Kongregation für die Bischöfe mit dem Dekret Instantibus votis das Bistum Sarno angegliedert.
Das Bistum Nocera Inferiore-Sarno ist dem Erzbistum Salerno-Campagna-Acerno als Suffraganbistum unterstellt.